# Peckfiskia cavernicola
Peckfiskia cavernicola är en mångfotingart som beskrevs av Loomis 1969. Peckfiskia cavernicola ingår i släktet Peckfiskia och familjen fingerdubbelfotingar. Inga underarter finns listade i Catalogue of Life.